# Kościół Najświętszego Serca Pana Jezusa w Orzyszu
Kościół Najświętszego Serca Pana Jezusa – rzymskokatolicki kościół parafialny należący do dekanatu Orzysz – św. Jana Pawła II diecezji ełckiej. Mieści się przy ulicy Ełckiej.
Świątynia została wybudowana w 1913 roku. Wzniesiono ją na planie prostokąta. Jest to budowla murowana z cegły, posiada także część ścian o konstrukcji szkieletowej, wypełnionej cegłą, ustawiona na kamiennym fundamencie. Naroża świątyni są ujęte lizenami. Elewacja południowa posiada 6 osi, dwie środkowe osie są ujęte pozornym ryzalitem, wyznaczonym przez lizeny. Otwory okienne na fasadzie południowej są zamknięte od dołu, jak i od góry łukiem wklęsło-wypukłym. Nad ryzalitem jest umieszczony trójkątny szczyt z falistymi brzegami. Wewnątrz są umieszczone malowidła, dwie woluty, a także płaskorzeźba baranka. Elewacja wschodnia posiada osie wydzielone malowanymi lizenami. W centralnej części są umieszczone drzwi poprzedzone wysuniętymi pseudokolumnami połączonymi drewnianym łukiem odcinkowym. W osiach skrajnych są umieszczone po jednym, okna ujęte od dołu i od góry łukiem pełnym z uszami oraz z łukowato wygiętymi ściankami bocznymi. Szczyt trójkątny posiada falistą i ozdobną linię. W centralnej części znajdują się dwa okienka ujęte od dołu i od góry łukiem pełnym z uszami. W małym sczycie znajduje się półokrągłe okienko, a nad nim zegar. Cała elewacja jest ozdobnie pomalowana. Elewacja północna jest ślepo zakończona. Elewacja wschodnia posiada niesymetrycznie umieszczone drzwi oraz okienko. Obydwa otwory są płasko zamknięte. Szczyt jest trójkątny i nie posiada ozdób. Wewnątrz są umieszczone okienka, zamknięte płasko i jedno półokrągłe okienko w małym szczycie.